# Dorothy D. Houghton
Dorothy Deemer Houghton (Red Oak, 11 marzo 1890 – Red Oak, 15 marzo 1972) è stata un'attivista statunitense.

## Biografia
Dorothy è nata a Red Oak in Iowa ed è cresciuta sia a Red Oak sia a Des Moines. Era la figlia di Horace E. Deemer, il quale fu giudice della Corte Suprema dell'Iowa. Ha incontrato molte figure politiche durante la sua adolescenza grazie alle conoscenze del padre, con il quale aveva un buon rapporto. Ha studiato al Wellesley College, laureandosi nel 1912. Ha sposato Hiram Houghton ed ha avuto quattro figli; sentiva però la mancanza di uno "stimolo intellettuale" in quanto casalinga. Nel 1921, è diventata la prima donna nella Iowa State Conservation Board. Nel 1934, ha lavorato come segretario temporaneo per il Partito Repubblicano in Iowa. Nel 1935 è diventata presidente della Iowa Federation of Women’s Clubs. L'anno seguente è stata nominata membro della Commissione Statale per l'Educazione e ha operato nella Commissione di Curatori per la Storica Società Statale dell'Iowa.
Nel 1950 è stata eletta presidente della General Federation of Women’s Clubs (GFWC) e ha operato come presidente fino al 1952. Ha sostenuto le Nazioni Unite mentre presiedeva la GFWC. Ha inoltre incoraggiato la candidatura presidenziale di Dwight Eisenhower e ha condotto la campagna in più stati. Dopo l'elezione presidenziale di Eisenhower è stata nominata vicedirettrice della Mutua Sicurezza dei Rifugiati e dei Migranti, operando come ambasciatore di buona volontà. Si è ritirata nel 1956 e lo stesso anno ha ricevuto la Nansen Medal in segno di riconoscimento del suo lavoro con i rifugiati. Era stata presentata da Eleanor Roosevelt. Ha successivamente sostenuto la campagna per la rielezione di Eisenhower ed è divenuta vicepresidente del Collegio Elettorale.
Alla fine della sua carriera politica si è ritirata a Red Oak ed ha continuato a operare per vari comitati. Nel 1957, dopo la morte del marito, si è trasferita a Iowa City, dove ha pubblicato le sue memorie, Riflessioni. È morta nel 1972 all'età di 82 anni ed è stata sepolta a Red Oak.

## Pubblicazioni
- (EN) Edith Wasson McElroy e Dorothy Deemer Houghton, The complete book for clubwomen, New York, The Ronald Press Co., 1957, OCLC 1287352.
- (EN) Dorothy Deemer Houghton, Reflections, autopubblicato, 1968, OCLC 10481195.